# Pentagenia robusta
Pentagenia robusta is een haft uit de familie Ephemeridae. De wetenschappelijke naam van de soort is voor het eerst geldig gepubliceerd in 1926 door McDunnough. Hij staat op de Rode Lijst van de IUCN als uitgestorven. De soort kwam alleen voor in het stroomgebied van de Ohio.